# Appoggiatura
De l'italià appoggiare, "arrepenjar-se", una appoggiatura és un ornament important melòdicament i de vegades talla la nota principal prenent-li part del seu temps per a la realització de la floritura (generalment la meitat del temps del valor de la nota, tot i que en un temps ternari, per exemple, pot arribar a ocupar dues terceres parts del temps). La nota afegida (la nota ornamental) és un to (o semitò) per sobre o per sota de la nota principal; a més, si s'hi troba per sota, pot ser que s'hi arribi cromàticament (veure mordent).

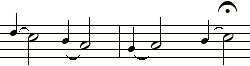
Exemple dappoggiatura

L'appoggiatura s'escriu amb la nota ornamental lligada a la nota principal i amb una tipografia més petita, generalment sense ratllar.
Això s'hauria d'interpretar com segueix:
I sona com segueix:
Appoggiatura

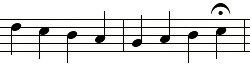
Interpretació de lappoggiatura

Generalment, a més, a les appoggiatures s'hi arriba per salt (és a dir, amb una distància més llarga que un to) i se'n surt per un pas (amb una distància d'un to o un semitò).